# Казей, Ариадна Ивановна

Марат и Ариадна Казей — будущие Герои.

Ариа́дна Ива́новна Казе́й (белор. Арыядна Іванаўна Казей; 23 декабря 1925, д. Станьково, Койдановский район, Минская область, БССР, СССР — 15 апреля 2008, Минск, Беларусь) — белорусская советская партизанка и заслуженная труженица, Герой Социалистического Труда, заслуженная учительница БССР. Родная сестра Героя Советского Союза Марата Казея.

## Биография
Родилась 23 декабря 1925 года в деревне Станьково, ныне Дзержинского района Минской области Беларуси в крестьянской семье. Белоруска.
Отец, Иван Георгиевич Казей — коммунист, активист, прослужил 10 лет на Балтийском флоте, затем работал на МТС, возглавлял курсы подготовки трактористов, был председателем товарищеского суда, в 1936 году арестован за «вредительство», реабилитирован в 1959 году.
Мать, Анна Александровна Казей — также была активисткой, входила в избирательную комиссию по выборам в Верховный Совет СССР. Также подвергалась репрессиям: была арестована дважды по обвинению в «троцкизме», но затем освобождена. Несмотря на аресты, продолжала активно поддерживать Советскую власть. Во время Великой Отечественной войны прятала у себя раненых партизан и лечила их, за что 7 ноября 1942 года была повешена немцами в Минске. После смерти матери Ариадна с младшим братом Маратом ушли в партизанский отряд им. 25-летия Октября (ноябрь 1942).
Зимой 1943 года белорусским партизанам пришлось особенно тяжело, гитлеровцы видели в них реальную угрозу и отозвали с фронта несколько дивизий, чтобы «раз и навсегда покончить с белорусскими партизанами». Партизанские отряды в это время часто меняли места расположения, попадая в окружения и засады, с боями прорывались и уходили от противника. В таких партизанских походах Ариадна Казей отморозила ноги, требовалась ампутация, было принято решение отправить её на «большую землю», но состояние ухудшалось, и в конце января 1943 года ступни отняли в полевых условиях пилой без наркоза. На «большую землю», в подмосковное Монино, Ариадна Казей попала на самолете только 14 июня 1943 г.
Её брат — Марат Казей, погиб 11 мая 1944 года в 14-летнем возрасте под Уздой, был посмертно удостоен звания Героя Советского Союза.
В дальнейшем она закончила филологический факультет Минского педагогического института, стала заслуженной учительницей БССР, Героем Социалистического Труда, депутатом Верховного Совета, членом ревизионной комиссии ЦК Компартии Белоруссии.
Умерла 15 апреля 2008 года, похоронена на Северном кладбище Минска.

## Память
О судьбе Ариадны Ивановны Казей и её брата Марата Казея изданы книги:
- Костюковский Б.А. «Жизнь как она есть». М., «Детская литература», 1973.
- Костюковский Б.А. «Нить Ариадны». М., «Молодая гвардия», 1975.
- «Когда протрубили тревогу», Минск, «Мастацкая лiтаратура», 1973.